# Pauline Hall

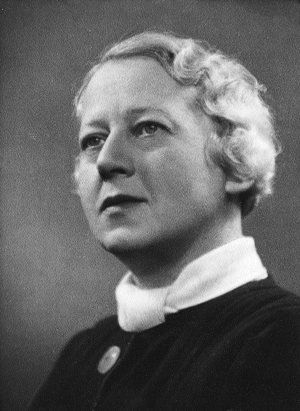
Pauline Hall

Pauline Margrete Hall (Hamar, 2 augustus 1890 – Oslo, 23 januari 1969) was een Noorse componiste en muziekrecensente.

## Levensloop
Pauline Hall studeerde van 1909 tot 1914 aan de Norges Musikkhøgskole piano bij Johan Backer Lunde en compositie bij Catharinus Elling, in Oslo en buiten Noorwegen. Zo studeerde zij ook aan de Hochschule für Musik Carl Maria von Weber Dresden in Dresden en van 1912 tot 1913 aan het Conservatoire National Supérieur de Musique te Parijs. Deze opleiding maakte zij dat haar leven lang geïnteresseerd bleef in Franse muziek. 
Terug in Noorwegen deed zij waardevolle ervaringen op in het muziekleven van haar geboorteland. Naast haar werkzaamheden als componiste was zij lange tijd ook muziekcriticus van Dagbladet, een groot dagblad in Noorwegen, en zette zich zeer in voor de hedendaagse muziek. Verder zat zij van 1938 tot 1961 in het bestuur van de federatie voor nieuwe muziek in Noorwegen (de Noorse sectie van de CISM). Van 1952 tot 1953 was zij presidente van de CISM Internationaal. 
Zij componeerde in allerlei genres: toneelmuziek, kamermuziek, werken voor orkest, voor piano en voor koor, maar ook filmmuziek. Enige bekendheid verwierf zij met liederen die geschreven zijn in de moderne Franse geest van de 20ste eeuw. 

## Composities

### Werken voor orkest
- 1929 Verlaine Suite, voor orkest
- 1933 Cirkusbilleder, voor orkest
- 1949 Suite av scenemusikken til «Julius Caesar» på Nationaltheateret, voor orkest
- Foxtrott, voor orkest

### Toneelwerken

#### Balletten
- 1950 Markisen  première: 1964, Oslo, Den Norske Opera

### Werken voor koren
- 1947 Ro ro te rara, voor mannenkoor
- En gutt gikk ut på elskovssti, voor mannenkoor - tekst: Gunnar Larsen
- Nachtwandler, voor 6-stemmig gemengd koor en orkest - tekst: Falke
- Til kongen, voor gemengd koor
- To Wessel-tekster, voor mannenkoor, op. 7 - tekst: Johan Herman Wessel

### Vocale muziek
- 1945 Fangens aftensang, voor zangstem en piano
- 1961 Fire Tosserier, voor zangstem, klarinet, fagot, trompet en hoorn
- Du blomst i dug, voor zangstem en piano - tekst: Iens Petter Jacobsen
- Rondeau, voor zangstem en piano - tekst: E. Solstad
- Tagelied, voor zangstem en orkest
- Tango, voor zangstem en orkest
- To sanger, voor zangstem en piano, op. 4 - tekst: Knut Hamsun Auerdahl

### Kamermuziek
- 1916: Pianosonate in Fis mineur (alleen in manuscript bewaard)
- 1945 Suite, voor blazerskwintet
- Liten dansesuite, voor hobo, klarinet en fagot

- Bibsys: 90087986
- Bibliothèque nationale de France: cb14797232n (data)
- Gemeinsame Normdatei: 134934083
- International Standard Name Identifier: 0000 0000 6158 7280
- Library of Congress Control Number: n83046985
- MusicBrainz: 48735ed5-dfa1-436a-b034-6f4a3d448f8a
- Istituto Centrale per il Catalogo Unico: DDSV244771
- LIBRIS: 233939
- SNAC: w6s75qhp
- Système universitaire de documentation: 118342282
- Virtual International Authority File: 34720563
- WorldCat: E39PBJjxpQhRw9FJTpx8mHRMyd